# Maria Lacruna
Maria da Cruz Lacruna ist eine Politikerin aus Osttimor. Sie ist Mitglied der União Democrática Timorense (UDT).
Nachdem Osttimor 1999 unter Verwaltung der Vereinten Nationen gekommen war, wurde 2000 mit dem National Consultative Council (NCC) ein Übergangsparlament geschaffen, dass im Oktober durch den National Council (NC) abgelöst wurde. In beiden Gremien vertrat Lacruna die UDT, Osttimors älteste Partei. Lacruna war nur eine Politikerin aus der zweiten Reihe der UDT, weil man in der Führung der Meinung war, dass die von der UN eingesetzten Gremien keine wirklichen Kompetenzen hätten.
Bei den Parlamentswahlen am 30. August 2001 wurden vom Volk die Abgeordneten der Verfassunggebenden Versammlung gewählt. Der NC hatte sich schon im Juli aufgelöst. Lacruna kandidierte auf der UDT-Liste chancenlos auf Platz 26. Die UDT erhielt nur zwei Sitze.